# アンカンファレンス

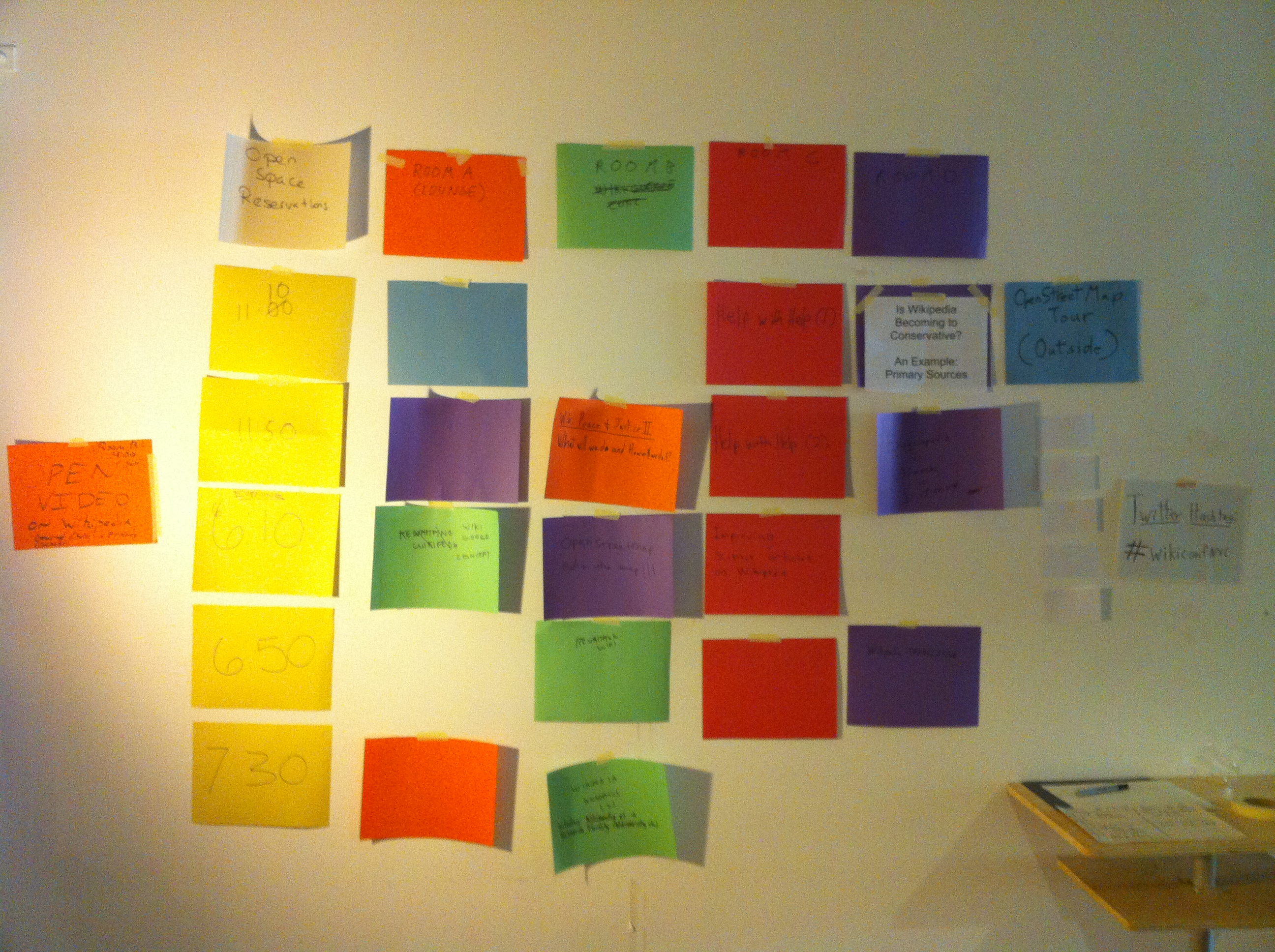
アンカンファレンスのその場で決定されたスケジュール

アンカンファレンス・アンコンファレンス（英語：Unconference）とは、参加者主導の会議で、オープンスペース・コンファレンス（Open Space conference）とも呼ばれる。従来の会議の様なトップダウン企業、スポンサー出資、講演者報酬等の要素を除外し、幅広い参加者たちが会議を行う形式の事である。

## 歴史
1985年にハリソン・オーウェン（英: Harrison Owen）によって提唱された討論方式オープン・スペース・テクノロジーのバリエーションを使用することが多い。
「unconference」という用語は、1998年の the annual XML developers conference への案内で初めて使用された。

## 形式
通常、会議の開催時に参加者が議事日程表（アジェンダ）を作成する。論題（トピック）に関する話し合いをしたい人は誰でも、時間と場所を要求できる。1人が講演台で喋る形式より、オープンディスカッション形式を取ることが多い。

## 会議の進行スタイル
- 同類の集まり方式（英語版）
- ドット投票（英語版）
- フィッシュボウル会議方式（英語版） - 講演するグループと観察するグループに分け、最終的に全員で討論する形式
- イグナイト・イベント（英語版） - 講演者が5分間、15秒毎に自動進行する20枚のスライドを使って講演する方式
- ワールドカフェ
- ライトニングトーク
- オープン・スペース・テクノロジー
- ぺちゃくちゃ方式
- スピードギーキング（en:Speed geeking）

## 著名なアンカファレンス・イベント
- Foo Camp - オライリーメディアが毎年主催するハッカーのイベント
- BarCamp - ウェブアプリケーションのイベント
- EdCamp - 教育者イベント